# Branwen
Branwen [ˈbranwen] ist der Name einer Figur aus der mittelalterlichen keltischen Mythologie von Wales, vor allem aus dem Mabinogion. Dort ist sie im zweiten Zweig, Branwen ferch Llŷr („Branwen, die Tochter Llŷrs“), die Hauptperson.

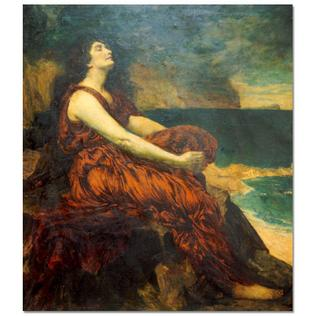
Christopher Williams, Branwen, 1915

## Etymologie und Mythologie
Der Name dürfte im kymrischen Weißer Rabe bedeuten, allerdings wird auch vermutet, dass die ursprüngliche Variation Bronwen gelautet haben kann, was sich vom kymrischen bron („Brust“) und gwyn („weiß“) herleitet, also „die Weißbrüstige“ meinen könnte. Im Laufe der Zeit entwickelte sich die Vorstellung, dass die Sagengestalt eine Göttin ist. Zusammen mit Rhiannon und Arianrhod wird sie als eine der drei wichtigsten Göttinnen Britanniens genannt.
Branwen ist die Tochter von Penarddun und dem Meeresgott Llŷr, ihre beiden leiblichen Brüder sind Manawydan und der Riese König Bran. Sie haben noch zwei Halbbrüder, Nissyen und Efnisien, die ihre Mutter mit Euroswydd gezeugt hat.
Matholwch, der König von Irland, kommt nach Harlech zu Bran, dem König von Britannien, um ihn um die Hand seiner Schwester Branwen zu bitten. Bran ist mit der Heirat einverstanden, Branwens Halbbruder Efnisien ist darüber erbost, weil er nicht um Erlaubnis gefragt wurde. Aus Rache verstümmelt er Matholwchs Pferde (er zerschneidet ihnen Lippen, Ohren und Augenlider), wodurch es fast zum Kampf zwischen den beiden kommt. Bran gelingt es, die erhitzten Gemüter wieder zu beruhigen, indem er den Iren neue Pferde und einen Kessel schenkt, der Tote wieder zum Leben erweckt.
Matholwch heiratet Branwen in Aberffraw und zusammen reisen sie nach Irland, wo ihr Sohn Gwern zur Welt kommt. Die Ehe gestaltet sich jedoch nicht glücklich, denn als seine Untertanen von dem Massaker an den Pferden erfahren und aufbegehren, verbannt Matholwch Branwen in die Küche, wo sie hart arbeiten muss und geschlagen wird. – In einer Version der Sage gibt ihr der Koch täglich einige Ohrfeigen, nach den Trioedd Ynys Prydein, den „Triaden der Insel Britannien“ ist es Matholwch selbst, der dies tut. – Um davon keine Kunde nach Wales dringen zu lassen, wird ein allgemeines Verbot von Schiffsfahrten von Irland nach dort erlassen.
„Nun Herr“, sprachen seine Gefolgsleute zu Matholwch, „erlasse ein Verbot für die Schiffe, Nachen oder Fellboote“ (siehe Curragh), „auf dass niemand nach Wales reise. Und wer aus Wales hierherkommt, den sperre ein und lass ihn nicht zurückkehren, damit dies nicht bekannt werde.“

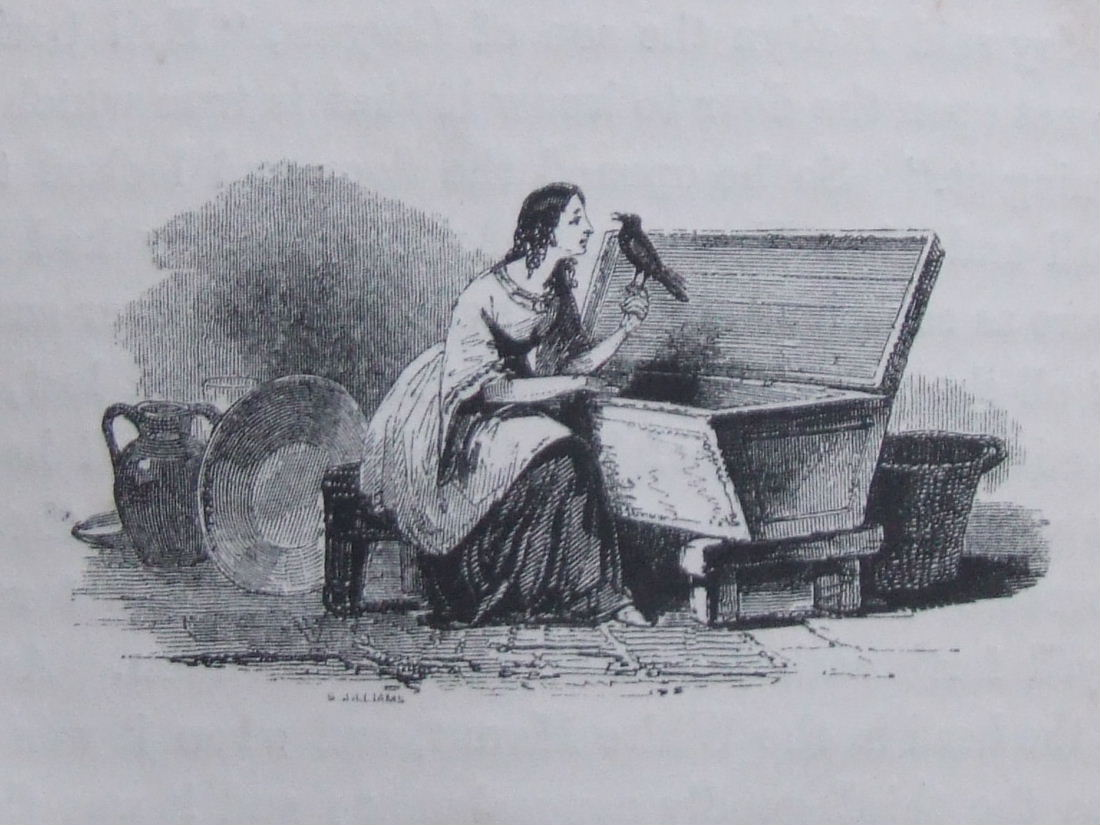
Branwen schickt den Star zu ihrem Bruder Bran nach Wales

Nach drei Jahren schafft sie es, einen Star zu zähmen, der über die Irische See zu Bran fliegt, um ihm eine Botschaft zu überbringen. Entsetzt über das Schicksal seiner Schwester, sammelt Bran seine Männer um sich und zieht nach Irland. Als Gerüchte von einem wandernden Berg Matholwch erreichen, bekommt er Angst, denn er ahnt, dass es der Riese Bran ist, der durch die See wandert. Er flieht mit seinem Heer hinter den Linon (wahrscheinlich der Fluss Liffey.) Um Bran milde zu stimmen, lässt er einen Palast bauen, der erstmals groß genug für den Riesen ist. Zudem verspricht er, seinem Sohn Gwern die Königswürde zu überlassen.
Bei einer Feier im neugebauten Palast verstecken sich irische Adelige, die damit nicht einverstanden sind, in Mehlsäcken, um die Waliser zu überwältigen. Efnisien ahnt ihren Plan und tötet die Männer in den Säcken, als er jedoch seinen Neffen Gwern ins Feuer wirft, bricht ein Kampf aus, den schließlich nur sieben Waliser überleben. Nachdem Efnisien den Zauberkessel zerstört hat verbleiben in Irland nur fünf schwangere Frauen, deren Söhne später mit ihnen schlafen und das Land neu bevölkern (diese Erzählung versucht auf diese Weise das Entstehen der fünf Provinzen Irlands erklären).
Branwen kehrt mit den Überlebenden nach Aber Alaw in Anglesey zurück, doch sie stirbt vor Kummer, als ihr klar wird, dass zwei Länder ihretwegen fast völlig zerstört wurden.

## Bedd Branwen

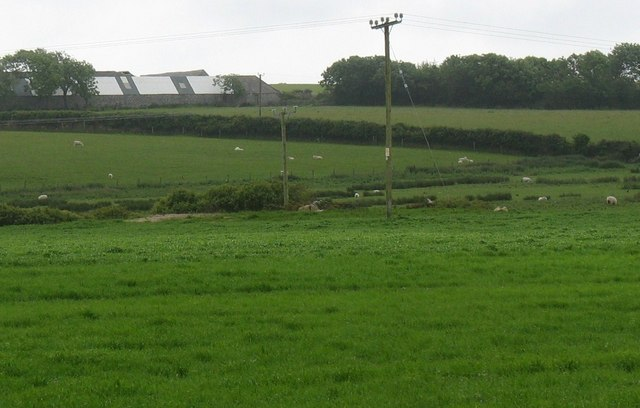
Bedd Branwen

Am Afon Alaw bei Elim auf Anglesey findet sich ein Rundcairn namens Bedd Branwen, wo Branwen begraben liegen soll. Um 1800 wurde der Stein erstmals ausgegraben. Bei weiteren Ausgrabungen in den 1960er Jahren unter der Leitung von Frances Lynch wurden Urnen gefunden, so dass die Vermutung nahe liegt, dass die Geschichte von Branwen auf einer wahren Begebenheit beruht, die während der britischen Bedd Branwen Periode der Bronzezeit stattfand.

## Moderne Rezeptionen
- Es gibt einen Film namens Branwen von 1994, der in der Gegenwart spielt, aber locker auf der Erzählung aus dem Mabinogion basiert.[5]

- Christopher Williams, ein walisischer Künstler, malte drei Gemälde zu den Erzählungen des Mabinogion. Branwen (1915) kann in der Glynn Vivian Art Gallery in Swansea besichtigt werden.